# Ernesto Candia
Ernesto Candia fue un futbolista y entrenador argentino. Nacido en Buenos Aires, Argentina el 7 de septiembre de  1921 y fallecido en México en 1973. Jugaba como centro delantero. Apodado El Chueco . Fue padre del también futbolista profesional Jorge Arturo Candia que jugó como defensa en el Club Toros del Atlético Español.
Como jugador, ganó el título de liga con Club Zacatepec en la temporada 1957/58 al lado del guardameta argentino Nelson Festa, José Antonio Roca, Raúl Cárdenas, Héctor Ortiz, Fernando López Pastrana, Antonio Jasso, Carlos Lara y Carlos Turcato. 
Como director técnico logró 3 campeonatos de Segunda división mexicana, obteniendo el ascenso de tres clubes: el Club de Fútbol Ciudad Madero en la temporada 1964/65, al cual lo ascendió invicto, el Club de Fútbol Pachuca en la temporada 1966/67 y el Club Zacatepec en la temporada 1969/70; 

## Muerte
Falleció en 1973 por un ataque cardíaco.
- MACÍAS CABRERA, Fernando (2007). Fútbol Profesional en México Primera División 1943 - 2007. (Editorial Independiente edición). México.

- Datos: Q1356706